# André Missenard
André Missenard (Nancy (Meurthe-et-Moselle), 27 de setiembre de 1901 - Saint-Quentin (Aisne), 14 de diciembre de1989), ingeniero francés.

## Biografía
Estudió en la École polytechnique.
Profesor de física industrial en la Escuela especial de obras públicas (École spéciale des travaux publics), en la Escuela superior del textil (École supérieure du textile) y en la Escuela del calor (École de thermique). 
Director general de la empresa Missenard-Quint
Estudió principalmente las condiciones interiores de los edificios. Colaboró con Le Corbusier (entre 1937-57), aunque no siempre estuvo de acuerdo con sus ideasː

“Es preocupante que los ventanales de Le Corbusier, 'incorporando el paisaje a la vivienda' creen la peligrosa ilusión de la vida al aire libre”.

En 1938 recibió el premio Auguste-Furtado (enlace roto disponible en Internet Archive; véase el historial, la primera versión y la última).. por su libro L'Homme et le Climat.

## Obras
- “L’homme et le climat” (1937) Paris: Librairie Plon.
- “Cours supérieur de chauffage, ventilation et conditionnement de l’air” (1952),
- Calefacción, Ventilación y Acondicionamiento de Aire (1953, edición española 1963). Madrid: Editorial Paraninfo.
- “A la Recherche de l’Homme ” (1954), Paris: Librairie Istra.